# جون كونورز (سياسي)
جون كونورز هو سياسي أمريكي، ولد في 2 ديسمبر 1922 في دي موين في الولايات المتحدة، وتوفي في 7 مارس 2009. نشط حزبياً في الحزب الديمقراطي. وقد انتخب عضو مجلس نواب ولاية آيوا ‏.